# NGC 2221
NGC 2221 is een spiraalvormig sterrenstelsel in het sterrenbeeld Schilder. Het hemelobject werd op 4 december 1834 ontdekt door de Britse astronoom John Herschel.

## Synoniemen
- ESO 121-24
- AM 0619-573
- IRAS 06194-5733
- PGC 18833